# Mecistocephalus celebensis
Mecistocephalus celebensis är en mångfotingart som beskrevs av Chamberlin 1920. Mecistocephalus celebensis ingår i släktet Mecistocephalus och familjen storhuvudjordkrypare. Inga underarter finns listade i Catalogue of Life.